# Мод (Тексас)
Мод (енгл. Maud) град је у америчкој савезној држави Тексас. По попису становништва из 2010. у њему је живело 1.056 становника.

## Демографија
Према попису становништва из 2010. у граду је живело 1.056 становника, што је 28 (2,7%) становника више него 2000. године.
| Група             | 2000.       | 2010.       |
| Белци             | 921 (89,6%) | 964 (91,3%) |
| Афроамериканци    | 78 (7,6%)   | 48 (4,5%)   |
| Азијати           | 1 (0,1%)    | 4 (0,4%)    |
| Хиспаноамериканци | 14 (1,4%)   | 23 (2,2%)   |
| Укупно            | 1.028       | 1.056       |